# Championnat des îles Vierges britanniques de football 2016-2017
Navigation
Saison 2012-2013 Saison suivante
La saison 2016-2017 du Championnat des îles Vierges britanniques de football est la sixième édition de la BVIFA Football League, le championnat de première division des îles Vierges britanniques. Les huit formations engagées sont réunies au sein d'une poule unique où elles s'affrontent à deux reprises. 
C'est le Islanders Football Club, quintuple tenant du titre, qui remporte à nouveau la compétition cette saison après avoir terminé en tête du classement final, avec neuf points d'avance sur le Sugar Boys FC et dix-sept sur Rebels FC. C’est le sixième titre de champion des îles Vierges britanniques de l'histoire du club.

## Les clubs participants
- Islanders Football Club
- Sugar Boys FC
- Rebels FC
- One Love United
- Panthers FC
- Wolues FC
- Virgin Gorda United
- Old Madrid FC

## Compétition
Le barème de points servant à établir le classement se décompose ainsi :
- Victoire : 3 points
- Match nul : 1 point
- Défaite : 0 point

### Classement
| Rang | Équipe                   | Pts | J  | G  | N | P  | Bp | Bc | Diff |  | Résultats (▼ dom., ► ext.) | Isl | Sug | Reb | One | Wol | OMa | Pan | Uni  |
| ---- | ------------------------ | --- | -- | -- | - | -- | -- | -- | ---- |  | -------------------------- | --- | --- | --- | --- | --- | --- | --- | ---- |
| 1    | Islanders Football ClubT | 42  | 14 | 14 | 0 | 0  | 42 | 4  | +38  |  | Islanders Football ClubT   |     | 2-0 | 1-0 | 3-1 | 4-0 | 4-0 | 4-0 | 4-0  |
| 2    | Sugar Boys FC            | 33  | 14 | 11 | 0 | 3  | 36 | 12 | +24  |  | Sugar Boys FC              | 0-2 |     | 1-0 | 0-1 | 3-0 | 4-1 | 1-0 | 5-0  |
| 3    | Rebels FC                | 25  | 14 | 8  | 1 | 5  | 28 | 20 | +8   |  | Rebels FC                  | 1-2 | 1-5 |     | 1-0 | 3-3 | 0-1 | 4-1 | 3-0  |
| 4    | One Love United          | 21  | 14 | 7  | 0 | 7  | 33 | 20 | +13  |  | One Love United            | 1-2 | 2-3 | 2-3 |     | 4-1 | 2-3 | 2-0 | 10-0 |
| 5    | Wolues FC                | 19  | 14 | 6  | 1 | 7  | 30 | 32 | -2   |  | Wolues FC                  | 1-5 | 1-3 | 1-3 | 2-1 |     | 3-2 | 5-0 | 5-1  |
| 6    | Old Madrid FC            | 15  | 14 | 5  | 0 | 9  | 19 | 28 | -9   |  | Old Madrid FC              | 0-1 | 1-2 | 1-2 | 0-3 | 0-4 |     | 2-0 | 3-0  |
| 7    | Panthers FC              | 10  | 14 | 3  | 1 | 10 | 15 | 34 | -19  |  | Panthers FC                | 0-5 | 1-2 | 1-4 | 1-3 | 3-0 | 2-0 |     | 2-2  |
| 8    | Virgin Gorda United      | 1   | 14 | 0  | 1 | 13 | 6  | 59 | -53  |  | Virgin Gorda United        | 0-3 | 1-6 | 1-3 | 0-2 | 0-4 | 1-5 | 0-4 |      |

|  | Champion des îles Vierges britanniques 2016-2017 |
|  | T : Tenant du titre                              |

## Bilan de la saison
| Championnat des îles Vierges britanniques de football 2016-2017 |                                    |
| Champion                                                        | Islanders Football Club (6e titre) |
| Qualifications continentales                                    |                                    |
| CFU Club Championship 2018                                      | Aucun                              |
| Promotions et relégations                                       |                                    |
| Promus en BVIFA Football League                                 | FC Sea Argo                        |
| Relégués                                                        | Aucun                              |